# Paratanais linearis
Paratanais linearis is een naaldkreeftjessoort uit de familie van de Paratanaidae. De wetenschappelijke naam van de soort is voor het eerst geldig gepubliceerd in 1884 door Haswell.